# فرشائية القدم الاستوائية
فرشائية القدم الاستوائية (الاسم العلمي: Biblidinae)، فُصيلة فراشات من حرشفيات الأجنحة وفصيلة الحورائيات. كانت تُصنف سابقًا ضمن فُصيلة الزوزقية. اعتبارًا من عام 2008، ويوجد نحو 340 نوعًا صالحًا في هذا فُصيلة، ضمن 38 جنسًا.
```
معظم أنواعه مواطنها في 
الإقليم المداري الجديد
 وبعض الأنواع والأجناس توجد في 
العالم القديم
.
```